# Ulrich Schreiber (Autor)
Ulrich Schreiber (* 2. Februar 1936 in Essen; † 14. Juni 2007 in Düsseldorf) war ein deutscher Musik- und Theaterkritiker sowie Autor.

## Leben
Schreiber studierte Literaturwissenschaft und Philosophie. Seit Mitte der 1960er Jahre engagierte sich Schreiber als Kritiker und Schallplattenrezensent. Er war für viele große Rundfunkanstalten, mehrere Fachzeitschriften wie „Critique“, „HiFi-Stereophonie“, „Merkur“, „Musica“, „Opernwelt“ sowie für Zeitungen wie das Handelsblatt, die Frankfurter Allgemeine Zeitung, die Frankfurter Rundschau und die Düsseldorfer Rheinische Post tätig. Er war Mitglied der Jury des Preises der deutschen Schallplattenkritik und übte Jurorentätigkeiten für den Verband der deutschen Kritiker, den Prix Mondial du Disque und das Berliner Theatertreffen aus. Schreiber wurde 1999 mit der Ehrendoktorwürde der Bergischen Universität Wuppertal ausgezeichnet.
Bekannt wurde Schreiber auch als Autor des fünfbändigen Standardwerkes „Opernführer für Fortgeschrittene“. Zudem arbeitete er am „Handbuch des deutschen Dramas“ und Handbüchern über Wolfgang Amadeus Mozart, Franz Schubert und Giuseppe Verdi mit. 
Nicht zu vergessen seine „Schallplatten-Klassik/Auslese: ein kritischer Führer für den Sammler“, Verlag G. Braun, Karlsruhe, drei Ausgaben, 1973 bis 1979.
Ulrich Schreiber starb 2007 an den Folgen eines Krebsleidens. Sein Nachlass aus etwa 6.500 CDs wurde im Februar 2014 der Bergischen Universität vermacht.

## Schriften
- Opernführer für Fortgeschrittene. Die Geschichte des Musiktheaters. Band 1: Von den Anfängen bis zur Französischen Revolution. Bärenreiter-Verlag, Kassel 1988, ISBN 3-7618-0899-2.
- Opernführer für Fortgeschrittene. Die Geschichte des Musiktheaters. Band 2: Das 19. Jahrhundert. Bärenreiter Verlag, Kassel 1991, ISBN 3-7618-1028-8.
- Opernführer für Fortgeschrittene. Die Geschichte des Musiktheaters. Band 3: Das 20. Jahrhundert. Teil 1: Von Verdi und Wagner bis zum Faschismus. Bärenreiter Verlag, Kassel 2000, ISBN 3-7618-14364.
- Opernführer für Fortgeschrittene. Die Geschichte des Musiktheaters. Band 3: Das 20. Jahrhundert. Teil 2: Deutsche und italienische Oper nach 1945, Frankreich und Großbritannien. Bärenreiter Verlag, Kassel 2005, ISBN 3-7618-14372.
- Opernführer für Fortgeschrittene. Die Geschichte des Musiktheaters. Band 3: Das 20. Jahrhundert. Teil 3: Ost- und Nordeuropa, Nebenstränge am Hauptweg, Interkontinentale Verbreitung. Bärenreiter Verlag, Kassel 2006, ISBN 3-7618-18599.